# Arthur Kornberg
Pour les articles homonymes, voir Kornberg.
Arthur Kornberg, né le 3 mars 1918 à Brooklyn (New York), États-Unis et mort le 26 octobre 2007 à Stanford, États-Unis, est un médecin et biochimiste américain.
Il obtient en 1959 le prix Nobel de physiologie ou médecine avec Severo Ochoa pour la découverte du mécanisme biologique de la synthèse de l'acide désoxyribonucléique (ADN).
Il est le père de Roger Kornberg, prix Nobel de chimie en 2006.

## Biographie
Arthur Kornberg naît à Brooklyn, dans l'État de New York, en 1918, de Joseph et Lena Kornberg, juifs ashkénazes originaires de Pologne. Il est le cadet de 3 enfants,.
Après avoir effectué son éducation en école publique et sauté plusieurs classes, il s'inscrit à l'âge de 15 ans à l'université de New York et y effectue son premier cycle d'études jusqu'en 1937. Il poursuit ses études en médecine et obtient son diplôme à l'université de Rochester en 1941. Après un an d'internat en médecine interne, il commence son service militaire dans la marine en tant que médecin, dans les Caraïbes. En 1942, il publie son premier papier sur ce qui deviendra plus tard le syndrome de Gilbert, attirant l'attention du directeur du National Institutes of Health à Bethesda dans le Maryland. Ce dernier le fait réassigner pour un poste d chercheur à l'Institut, dans lequel il travaillera jusqu'en 1953. Son premier projet portait sur l'étude des déficiences en vitamines sous sulfamides chez les rats. En étudiant les vitamines, Kornberg développe un intérêt pour l'enzymologie,.
Entre-temps, il se marie avec Sylvy Ruth Levy en 1943, biochimiste au National Cancer Institute, avec qui il aura trois fils (Roger, Thomas et Kenneth), et huit petits-enfants. Roger deviendra professeur en biologie structurelle à Stanford et obtiendra le prix Nobel de chimie en 2006. Thomas deviendra professeur en biochimie et biophysique à l'université de Californie et Kenneth architecte et fondateur de Kornberg Associates,.
En 1946, il obtient une année de formation en enzymologie auprès du professeur Severo Ochoa à la faculté de médecine de New York, puis l'année suivante auprès du professeur Carl Cori à la faculté de médecine de Washington. Il occupe ensuite le poste de directeur de la Enzyme Section avant de démissionner en 1953 pour diriger le service de microbiologie de la faculté de médecine de Washington à Saint-Louis dans le Missouri,,.
En 1959, il coordonne le service de biochimie à la faculté de médecine de Stanford, servant de chef de service jusqu'en 1969 puis en tant que professeur. Il accepte le titre de professeur émérite en 1988.
Après la mort de sa femme en 1986, il épouse en 1988 Charlene Walsh Levering, qui meurt à son tour en 1995. Il se mariera une troisième fois avec Carolyn Frey Dixon en 1998.
Il meurt en octobre 2007 à l'hôpital Stanford d'une insuffisance respiratoire.

## Honneurs et affiliations
- Membre de la National Academy of Sciences en 1957
- Membre de la American Philosophical Society
- Prix Nobel de physiologie ou médecine en 1959
- Membre de la Royal Society en 1970
- National Medal of Science en 1979
- Cosmos Club Award en 1995
- Création du Arthur Kornberg Medical Research Building en 1999, à l'Université de Rochester.